# Mr. Woodland

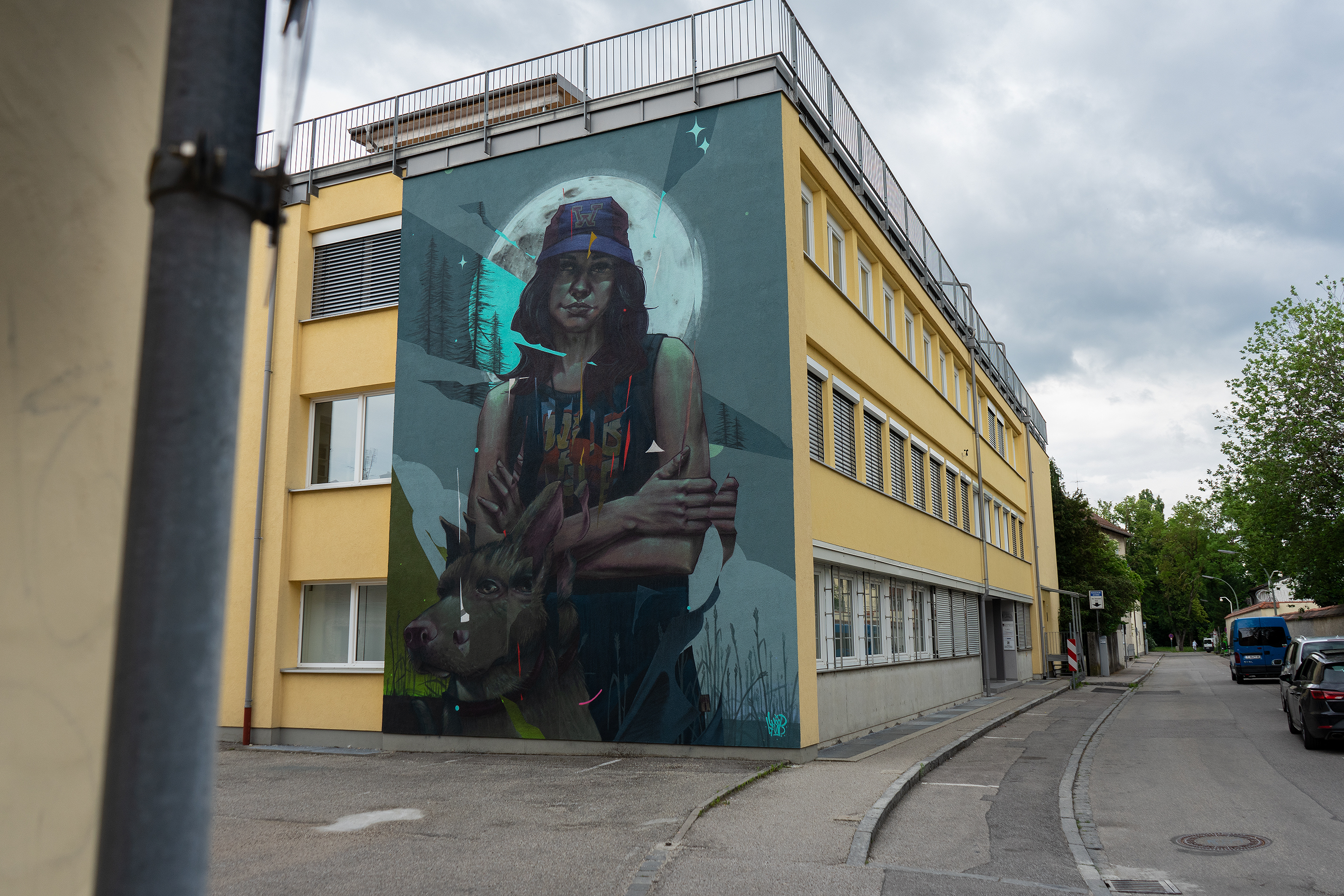
Wildlife – Fassadenbild von Mr. Woodland in Erding für das ARTDING Festival

Mr. Woodland (* 1981 in Dachau, eigentlich Daniel Westermeier) ist ein deutscher Urban-Art-Künstler und Grafikdesigner aus Erding.

## Werdegang
Westermeier wuchs als älterer zweier Kinder in Erding auf. Fasziniert von den bunten Bildern an der Zuglinie und der Hip-Hop-Kultur malte er 1993 im Alter von 12 Jahren sein erstes Graffiti an der Herzog-Tassilo-Realschule in Erding. Damals verwendete er das Pseudonym MONO. Durch einen Witz, der seiner Statur gewidmet ist, übernahm er 2004 das Pseudonym Woodland. Der Zusatz Mister oder kurz Mr. folgte etwa zwei Monate später.
Sein Studium zum Grafikdesigner absolvierte er von 2012 bis 2014 in München, nachdem er neun Jahre als gelernter Einzelhandelskaufmann gearbeitet hatte, darin aber nie einen Sinn gesehen hatte. Seit 2014 ist er als freischaffender Künstler weltweit tätig.

## Stil

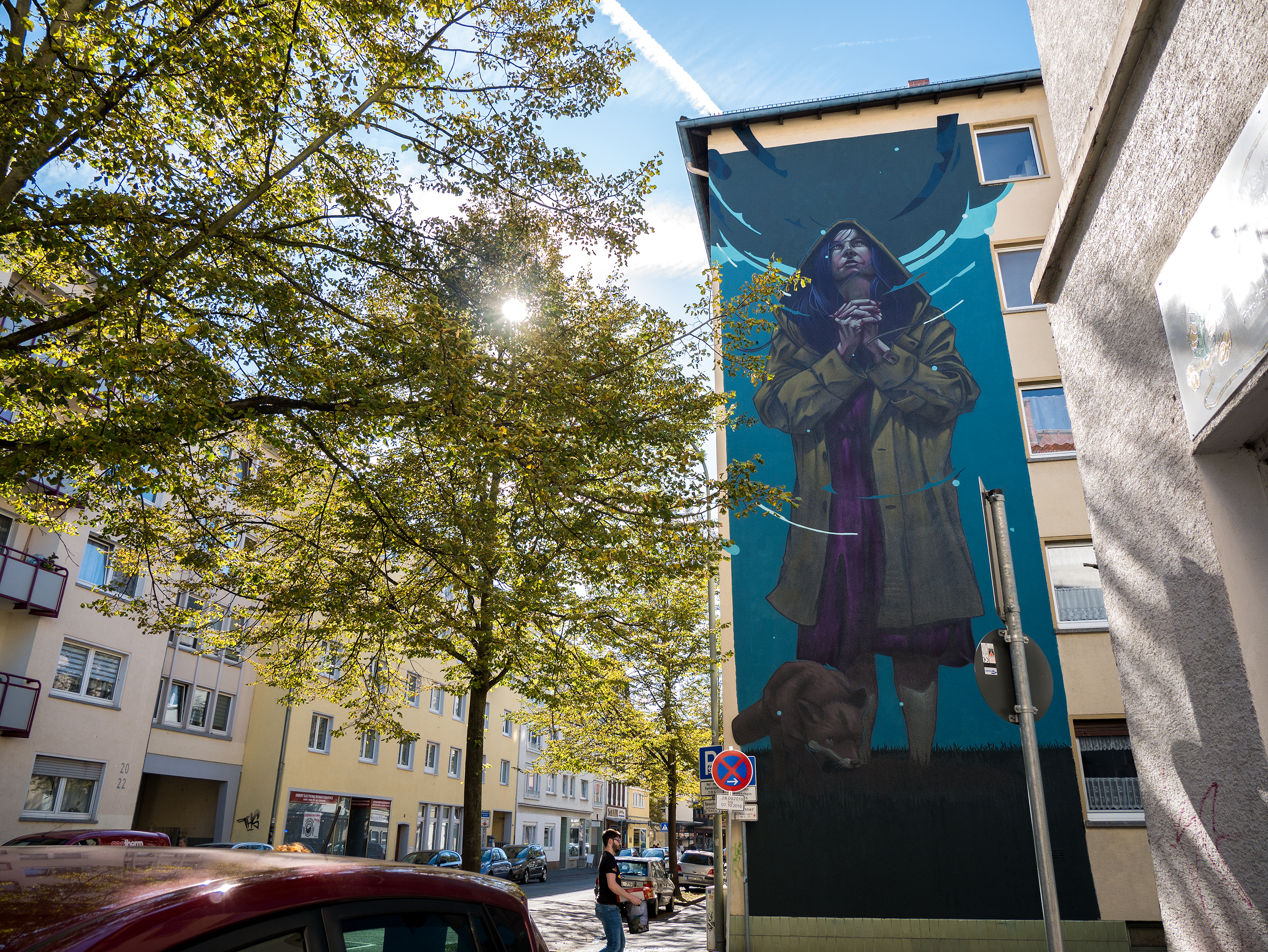
Who is listening – Fassadenbild von Mr. Woodland in Giessen

Sein Stil ist eine Mischung aus realistisch gemalten Figuren in Kombination mit grafischen Elementen und Fragmenten. Auch erzählen seine Werke stets eine Geschichte oder transportieren eine Botschaft, welche nicht selten aus seinen durchdacht gewählten Farben entsteht.
Seine Bilder sind meist in dunklen Farbtönen gehalten, wodurch viel Spannung erzeugt wird. Gerne setzt er sich mit Graffiti-untypischen Motiven auseinander und versucht so, sich vom klassischen Mainstream des Graffiti abzugrenzen. Seine Inspiration bezieht er aus der klassischen Malerei, der Natur und dem Grafikdesign.
Technisch arbeitet er mit Pinsel, Farbrolle und Spraydose.

## Projekte
- Westend Stories – 2014 organisierte und kuratierte Mr. Woodland im Münchner Stadtteil Westend eine einmonatige, durch die HBB (Hanseatische Betreuungs,- und Beteiligungsgesellschaft mbH) finanzierte Freiluftgalerie auf über 1.200 Quadratmetern am alten XXXLutz Gebäude, zu der er internationale Künstler einlud. Es galt als eine der größten Freiluftgalerien Bayerns.
- Artding – von 10. Juni bis 16. Juni 2019 organisierte und kuratierte Mr. Woodland das Mural Art Festival Artding in Erding, welches das erste seiner Art war. Sein Ziel war es dabei, eine kostenlose Freiluftgalerie zu erschaffen, die 365 Tage im Jahr geöffnet hat. Als weitere Künstler waren TELMO MIEL (Niederlande), ZOER (Frankreich), GEORGIA HILL (Australien) und die ATE-Crew (Deutschland) dabei. Finanziert und unterstützt wurde das Projekt durch die Stadt Erding und die sozialen Städtebauförderung. Das Festival soll mit unterschiedlichen Künstlern jährlich stattfinden.

## Ausstellungen

BOUNDARIES – Arbeit auf Leinwand – Teil der Ausstellung BEAUTIFUL DARKNESS in Freiburg

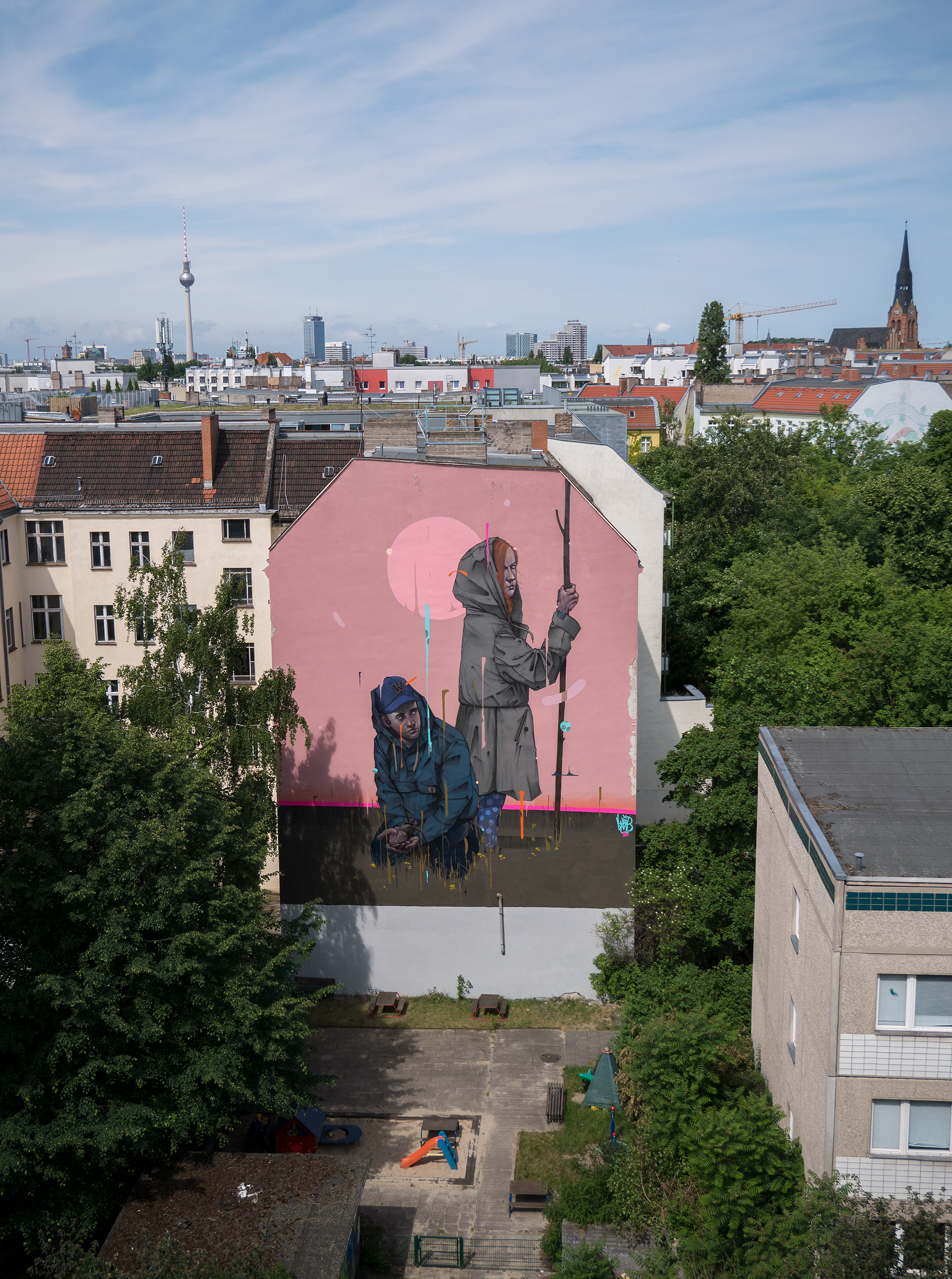
HOPE in Berlin. Dieses 21 Meter hohe Bild entstand für das Festival BERLIN MURAL FESTIVAL 2018 in der Rigaerstrasse 98

- ZEHN JAHRE DAZWISCHEN – Gruppenausstellung des Kunstvereins Erding (2019)
- BEAUTIFUL DARKNESS – Soloausstellung in der Galerie Hilda 5 in Freiburg (2018)
- RESTART Collective – Gruppenausstellung in der Galerie Tales of Art in Imola (2018)
- THE HAUS – größte Temporärgalerie der Welt in Berlin (2017)
- PLATE PROJECT – Gruppenausstellung von URBAN NATION in Berlin (2017)
- The OUTLANDERS – Gruppenausstellung in der Galerie GRISK in Aarhus (2017)
- CALLE LIBRE – Gruppenausstellung im Museumsquartier Wien zum begleitenden Mural Art – Festivals in Wien (2016)
- AARHUS ART CONVENTION – Gruppenausstellung der Galerie GRISK am Gelände Godspanen in Aarhus (2016)
- STROKE – Urban Art Messe, Galerie Art Avenue in München (2016)
- BEHANCE – Gruppenausstellung für Behance in der ARS24 Galerie in München (2015)
- ART AVENUE – Pop UP – Gruppenausstellung der Galerie Art Avenue in München (2014)
- BLUE BALLS FESTIVAL – Livepainting auf der MTV-Bühne und Ausstellung in Luzern (2014)
- ANIMAL SPIRIT – Gruppenausstellung in Sofia (2014)
- MONO & NIMO – Gruppenausstellung im Frauenkircherl in Erding (1998)

## Film
- 5Minutes with Mr. Woodland auf Arte Creative (5-minütige Dokumentation über die Anfänge, Werdegang und Ziele des Künstlers – von Fabian Klein, ilovegraffiti.de und Red Tower Films, 2018)
- Die Wände – Graffiti. Street Art. Mural Art (18-minütige Dokumentation zum Thema Graffiti, Street Art und Mural Art und dessen Entwicklung – von Andre Maier und Sebastian Narbutas,  2017)
- The Globetrotter (5-minütige Dokumentation des vierstöckigen Gemäldes The Globetrotter in Erding – von Mike Roza, 2016)
- Checker Tobi – der Farben-Check (24-minütige Serie zum Thema Farben und deren Wirkung – von Megaherz GmbH – läuft auf KIKA und ZDF, 2016)
- Kinder Einspruch – Graffiti (25-minütige Talkshow zu Pro- und Kontra Graffiti – SAT1, 1993)